# Svartsmara

Svartsmara by ligger i det inre av Finström, Åland. Byn är mycket stor till ytan men bebos idag endast av omkring 100 personer. Dess namn kommer av svart och mar som betyder avsnörd havsvik som har blivit sankmark. Flera  av Svartsmarafjärdens vikar har sträckt sig ända fram till byn.  Runt år 1800 var befolkningen nästan 300 personer. Sevärdheter är ett rikt fågelliv tillsammans med flera gamla gårdar. Byn är en av dem som idag visar mest av det gamla Åland. I mitten av byn finns en liten bykärna med tätare bebyggelse. Genom den löper Svartsmara bygata och Västra Svartsmaravägen. Det finns också en kvarn och vid midsommar reser man sin klassiska åländska midsommarstång. Till byns folkkultur hör också dansmusiken. Bebyggelsen har vissa likheter med en by från Dalarna. Vid byns strand löper innerskärgården med tillhörande Svartsmarafjärden. Till byn hör öarna Äppelholmen och Ekö.

## Historia
I byns omnejd har man funnit flera vikingagravar och antika föremål. Värt att nämnas är två arabiska mynt från 800-talet som tyder på att det förekom en livlig handel. Även smycken har påträffats. På 1300-talet nämns byn som så många andra byar i ett uppköp av Peter Ålänning, en känd bankir från Stockholm. Byn övergick då i Bastö Säteris storägor. Kring 1550 fanns i byn 7 aktiva bönder bokförda.
På 1800-talet fick byn en mycket central plats i det åländska samhället. Även bondeseglationen slog igenom stort och man startade ett varv, Skonholm. Frans Petter von Knorring, prost i Finström, startade sin Navigationsskola och utexaminerade flera styrmän och Svartsmara blev en sjöfartsby. Eftersom Finström hade hela 4 skeppsvarv, var trafiken antagligen mycket tät i det enda ordentliga sund som gick ut till Ålands Hav, Bölesund. När hela innerskärgården ägdes av Peter Ålänning kring 1300-talet, tror man att man betalade tullar vid en ö som idag heter Tullaren.
Kring mitten av 1800-talet fanns i byn snickare, smeder, skomakare, tingsgård, skeppare, folkskola, mejeri, andelshandel och trädgårdsmästeri.

## Gårds- och åkernamn
I byn finns idag hela 21 stycken bevarade hus med tillhörande gårdsnamn:
- Karl-Ers
- Mellangårds
- Norrgårds
- Pellas
- Matts-Ers
- Södergårds
- Jan-Matts
- Strömgård
- Matts-Jans
- Daniels
- Skogsliden
- Utgård
- Gropen
- Nygård
- Fogelholm
- Ramsdal
- Söderlunds
- Nötholm
- Sjöbacka
- Landströms
- Lunds

Även de flesta åkernamn är bevarade. Man finner namn som Espdalsspjellen, Näsgårdan, Vreten och Storlindan.